# Causeur
Causeur est un magazine d'actualité français créé le 15 novembre 2007 par la journaliste Élisabeth Lévy et l'historien Gil Mihaely ainsi que les philosophes Alain Finkielkraut, Paul Thibaud et Peter Sloterdijk. Il se présente comme un « salon de réflexions ». À ses débuts, le magazine est généralement classé parmi la droite réactionnaire, avant d'être le plus souvent classé à l'extrême droite. Il se revendique pluraliste, anticonformiste, voire parfois réactionnaire et prône un libéralisme modéré sur le plan économique.

## Histoire
Le site web Causeur est créé le 15 novembre 2007 par la journaliste Élisabeth Lévy, l'historien Gil Mihaely, les philosophes Alain Finkielkraut, Paul Thibaud et Peter Sloterdijk. Causeur héberge également plusieurs blogs.
Une version mensuelle sur papier est publiée depuis juin 2008, et distribuée chez les marchands de journaux depuis le 4 avril 2013,.
Durant la campagne précédant l'élection présidentielle française de 2012, une « battle » (bataille) hebdomadaire opposait un journaliste de Causeur à un représentant de Rue89, en partenariat avec Yahoo.

## Le média

### Ligne éditoriale
Causeur se présente comme un « salon de réflexions » et se veut opposé au « prêt-à-penser médiatique ». Il suscite régulièrement la polémique,,, avec par exemple tout un dossier publié en 2015 jugé antiféministe par L'Express,. Pour la directrice de la rédaction de Causeur, Élisabeth Lévy, le magazine est « un espace de confrontation et de liberté, avec une pluralité des points de vue ».
Selon l'ouvrage Le Discours « néo-réactionnaire », le magazine papier Causeur traite de sujets d'actualités, de culture, et de société, par exemple : « La dictature du politiquement correct ». Souvent, l'un des deux animateurs de Causeur, la journaliste Élisabeth Levy et l'historien Gil Mihaely, signent l'éditorial, mais d'autres individualités sont « fortement » mises en avant : Alain Finkielkraut chaque mois peut y importer ses chroniques publiées dans la Radio de la communauté juive ; Basile de Koch y joue le rôle d'un « humoriste dandy », et Roland Jaccard y intervient avec ses « Carnets » comme Mauriac dans L'Express par le passé. Dans les premiers numéros du magazine, la rubrique « Viens l'dire ici si t'es un homme ! » permettait à un contradicteur du magazine de s'y exprimer.

#### Ligne réactionnaire
Pour Le Monde, en 2013, c'est « une revue vendue à 10 000 exemplaires volontiers réactionnaire et ouverte aux infréquentables jusque dans son capital », avec Gérald Penciolelli, personnalité d'extrême droite la finançant à 44 %. En 2017, Politis qualifie Causeur de « réactionnaire ».
Le politologue Olivier Roy estime que les « réactionnaires » viennent de traditions très différentes, et que, s'ils se retrouvent chez Causeur, ils n'ont pas pour autant le même programme politique, par exemple en ce qui concerne le mariage homosexuel. Ils se rejoignent cependant tous « sur la critique du temps présent et de l’essence même de cette modernité contemporaine ».
En 2016, le magazine Causeur fait partie des études de cas réalisées par un collectif de chercheurs venus de l'ensemble de la francophonie dans l'ouvrage Le Discours « néo-réactionnaire ». Ils affirment notamment que Causeur s'est fait connaître « pour ses positions très affirmées sur la question de l'identité nationale, mais aussi pour son opposition au mariage homosexuel, ou son europhobie – et plus précisément sa germanophobie – déclarée. » D'après Le Discours « néo-réactionnaire », « l'une des grandes obsessions » de Causeur est de critiquer le niveau du journalisme d'idées en France, qui aurait « une adhésion bornée aux diktats du progressisme ». Causeur a pour cibles privilégiées Le Grand Journal de Canal+, Libération, Le Nouvel Observateur.
Causeur critique également la gauche, estimant qu'elle n'est pas réellement progressiste et qu'elle n'est plus en lien avec les classes populaires et leurs souffrances. Les pages « Culture » du magazine servent « une autre obsession du journal » : le prophétisme. Les grands auteurs servent à justifier par leurs prédictions la peinture morose du présent réalisée par Causeur. Le Discours « néo-réactionnaire » affirme de plus que Causeur use fréquemment de techniques rhétoriques lui permettant de disqualifier ses adversaires idéologiques, multiplie les références hétérogènes, varie abruptement les genres de langage, passant par exemple de l'argot à une rédaction « la plus soutenue, la plus exigeante », ce qui lui permet d'assurer une réversibilité des interprétations et « l'inversion permanente des pôles légitimes et illégitimes ». L'ouvrage estime que ce qui est perçu comme le plus insupportable chez Causeur est qu'il s'engage sur le terrain de la critique radicale mais sans y mettre le sérieux qui y serait normalement attendu : Causeur alterne « la radicalité et la rigolade ». Causeur se réfère à des codes de comportements qui sont ceux du « salon mondain », usant d'une rhétorique définissant les conditions mêmes du débat d'idées et lui permettant de ringardiser les expressions de positionnement hors-cadre,.
En janvier 2018, Acrimed parle d'une « parole réactionnaire en roue libre », estimant que Causeur vient de publier de nombreuses tribunes hostiles à #MeToo. Par exemple, Élisabeth Lévy critique ce qu'elle appelle un « harcèlement féministe » et affirme que « les magistrates de #balancetonporc » ont « condamné la gent masculine ». Acrimed présente Causeur comme faisant partie des « médias de la droite décomplexée ».

#### Classement à l'extrême droite
En 2009, Hugues Serraf sur le site Rue89, en réponse à la mention de Causeur « sur une liste compilée par le MRAP et recensant la plupart des sites d’extrême droite de l’Internet francophone », estime que si Causeur est parfois « un peu réac », le magazine « n’est pas plus extrémiste de droite que le Mrap n’est une organisation antiraciste crédible ». Hugues Serraf affirme que Causeur rassemble des « profils surprenants », entre autres Jérôme Leroy, qualifié de « poète stalinien non-reconstruit », Cyril Bennasar, « menuisier réac », Basile de Koch, « ex-ghost-writer de Charles Pasqua », Luc Rosenzweig, « rédacteur en chef du Monde retraité ».
En septembre 2012, L'Obs cite Élisabeth Lévy et Causeur, dans un dossier sur les « nouveaux fachos et leurs amis » avec Alain Soral, Robert Ménard ou encore Éric Zemmour, Renaud Camus et Richard Millet. Cela provoque plusieurs réponses sur Causeur. Et pour Christian Millau dans Atlantico « Le Nouvel Observateur ne fait pas tant du journalisme que de la propagande. »
En 2013, Libération classe à droite le magazine, lequel « se revendique réac et anticonformiste », mais en 2019 considère Causeur comme un média d’extrême droite, au même titre que Valeurs actuelles,, de même qu'en 2023. Télérama qualifie le site de « réactionnaire » et d'« extrême droite ». Le journaliste René Monzat étudie le cas de Causeur dans un dossier sur les « soutiens financiers de la presse d'extrême droite » et il soutient que même si des « cadres de l’extrême droite », actionnaires du magazine, ont soutenu Causeur, ce dernier n'est pas un nouveau Minute, qui « sortait des scoops », tandis que Causeur se contente selon lui « de news « people » dévalorisantes sur des militant·es antiracistes ».
Selon Les Inrocks en 2015, la ligne éditoriale de Causeur « plus proche d’Éric Zemmour que de « Causette » est « spécialiste de la provoc’ réac », et la « théorie d’un Big Brother féministe à l’œuvre est une vieille martingale des réacs ».
En 2021, Arrêt sur Images qualifie Causeur de « mensuel d'extrême droite » et écrit que « Causeur déborde Valeurs actuelles sur sa droite », à l'occasion d'un signalement au procureur de la République en lien avec sa Une évoquant une thèse raciste. Politis positionne Causeur parmi les « médias de droite extrême », avec Valeurs actuelles et le site Boulevard Voltaire.
En 2022, Le Monde décrit Causeur comme un magazine d’extrême droite, à propos d'une étude démographique que le magazine cite pour montrer un « basculement démographique historique » en France, en lien avec la théorie raciste du « grand remplacement ».
En 2023, France Info qualifie également la publication de « magazine d’extrême droite ». La même année, L'Opinion le classe également parmi les publications d'extrême droite.

### Actionnariat
Le magazine en ligne compte parmi ses sources de financement Charles Beigbeder, le milliardaire Xavier Niel et Arnaud Dassier. Gérald Penciolelli, actionnaire de référence de Causeur avec 44 % des parts, est l'ancien repreneur de l’hebdomadaire d'extrême droite Minute et ancien membre de la direction d’Ordre Nouveau et du Parti des Forces Nouvelles (groupes néofascistes). D'après Le Monde, Gérald Penciolelli a été présenté à Causeur par deux actionnaires fondateurs et collaborateurs du journal : « Basile de Koch, l'ex-plume de Charles Pasqua, marié à Frigide Barjot, et Marc Cohen, l'ancien communiste de L'Idiot international ». La femme d'affaires Anne Méaux, également ancienne membre dirigeante du Parti des forces nouvelles, compte parmi les actionnaires.
Selon Libération, Charles Gave renfloue le magazine à hauteur de 976 000 euros en 2018.

### Équipe de rédaction
La direction est composée d'Élisabeth Lévy (directrice de la rédaction), Gil Mihaely (président et directeur de la publication), Jeremy Stubbs (directeur adjoint de la rédaction et rédacteur en chef), Martin Pimentel (rédacteur en chef du site causeur.fr) et Jérôme Leroy,, poète et romancier, qui ne fait plus partie des effectifs du journal depuis juillet 2023.
Causeur compte parmi ses collaborateurs réguliers : Alain Finkielkraut, Basile de Koch, Bruno Maillé, Cyril Bennasar, David Desgouilles, Eugénie Bastié, François-Xavier Ajavon, Hadrien Desuin, l'écrivain Roland Jaccard, l'essayiste et journaliste catholique Jacques de Guillebon, Luc Rosenzweig ancien journaliste du Monde, Patrick Mandon, Emmanuel Legeard, le philosophe Paul Thibaud, Renaud Chenu, le politologue Philippe Raynaud, l'avocat Régis de Castelnau, l'essayiste québécois Jérôme Blanchet-Gravel.
Causeur donne régulièrement la parole à des personnalités telles qu'Alain Finkielkraut, Jean-Claude Michéa, Marcel Gauchet, Paul Thibaud, Philippe Raynaud, ou l'économiste Jean-Luc Gréau. François Taillandier et Roland Jaccard y tiennent des chroniques régulières. Parmi ses contributeurs occasionnels, on trouve Benoît Duteurtre, Chantal Delsol, le romancier David di Nota, Malika Sorel, Natacha Polony ou encore Pascal Bruckner.
Causeur magazine est constitué de trois parties : un tour d'horizon de l'actualité politique et internationale, un dossier central sur un grand sujet d’actualité, et des pages « humeurs » consacrées à la culture.

### Audience, ventes et résultats financiers
Selon l'étude publiée par Médiamétrie-Netratings en mars 2009, Causeur a réuni 250 000 visiteurs uniques et le nombre de pages vues s'est élevé à 3 017 000[réf. à confirmer].
En 2018, Causeur revendique 7 800 abonnés ; ses ventes en kiosque varient entre 6 500 et 9 000 exemplaires « pour les bons numéros » selon Élisabeth Lévy.
Élisabeth Lévy indique en 2018 que Causeur perd 120 000 euros par an.

## Controverses

### Étude du MRAP «Internet, enjeu de la lutte contre le racisme»
Fin 2009, l'association antiraciste MRAP inclut Causeur dans la catégorie des sites « à droite de la droite » dans son étude « Internet, enjeu de la lutte contre le racisme ». L'association écrit : « Le contenu de ce site n’appelle pas d’observations. Sa ligne éditoriale est très à droite, proche des thèses néo-conservatrices. ». Le MRAP donne comme avertissement : « la méthode de travail retenue, de recherche de sites ouvertement racistes et de recensement des connexions et liens à partir de et vers ces sites a conduit à identifier aussi des sites contre lesquelles aucune accusation de racisme ne peut être lancée. » Arrêt sur images estime que le MRAP a recensé dans son étude les sites d'opinion « proches de l'extrême droite, voire racistes ». Le journaliste Guillaume Weill-Raynal estime que la recension du MRAP a été « la plus large possible » et qu'elle comprend des « sites d'extrême droite classique raciste », mais aussi des sites islamistes, et que l'association a recensé l'ensemble des courants de pensée qui pourraient favoriser un éventuel discours raciste.
Arrêt sur images (qui embauchait Élisabeth Lévy auparavant) qualifie la méthode du MRAP de « curieuse » car l'association a placé Causeur dans sa « liste noire » alors qu'elle n'aurait « rien à dire sur le contenu » du magazine, et a seulement mentionné des sites où figureraient des liens vers Causeur. Arrêt sur images pose la question : « Et si des blogs de gauche avaient référencé Causeur.fr ? », ce à quoi répond le MRAP : « Ce n'est pas la méthode choisie », l'auteur du rapport souhaitant rester anonyme en raison de menaces reçues de la part de sites d'extrême droite. Hugues Serraf, sur le site Rue89, estime que le MRAP a «dérapé» et critique le fait que Causeur ait été labellisé sous l'expression « néo-conservatrice », il estime que si Causeur est parfois « un peu réac », il « n’est pas plus extrémiste de droite que le Mrap n’est une organisation antiraciste crédible ». Guillaume Weill-Raynal, également sur Rue89, répond à Serraf, en contestant que le MRAP ait dérapé : le journaliste estime en effet que le MRAP a cité Causeur partant du principe que le courant néo-conservateur peut, « dans certains cas, favoriser un éventuel discours raciste », mais que le MRAP a signalé que le contenu de Causeur n'appelait pas de commentaire particulier contrairement à celui d'autres sites. Par contre, Guillaume Weill-Raynal affirme que Causeur a notamment diffamé Pascal Boniface en l'accusant à tort d'être antisémite, sans lui accorder de droit de réponse, et que « le Mrap aurait donc pu avoir de très bonnes raisons de souligner que Causeur.fr n’est pas un site toujours respectable ».

### Polémique lors d’une pétition favorable à la prostitution
En octobre 2013, Causeur lance une pétition contre une proposition de loi de la députée socialiste Maud Olivier visant la pénalisation des clients de la prostitution. Le titre, « Touche pas à ma pute, le manifeste de 343 salauds », suscite de nombreuses réactions dans la presse, et un débat très vif. En effet, la double référence au Manifeste des 343 pour le droit à l'avortement, rédigé en 1971 par Simone de Beauvoir et publié par Le Nouvel Observateur, et au slogan de SOS Racisme « Touche pas à mon pote », est considérée par certains observateurs comme scandaleuse,. Dans un article de L'Express par exemple, les « 343 salauds » sont comparés à des « noctambules cocaïnés », n'ayant pas compris que les femmes ne sont pas des « marchandises ». L'association Zéromacho rétorque au manifeste des 343 salauds par le biais de ses porte-parole, qui publient des tribunes de protestations dans Le Nouvel Obs et L'Humanité,.

### Polémique et enquête concernant des propos d'Éric Zemmour
En 2017, dans Causeur, Éric Zemmour déclare « respecter les djihadistes », selon lui « prêts à mourir pour ce en quoi ils croient - ce dont nous ne sommes plus capables ». Une enquête préliminaire pour apologie du terrorisme est ouverte à son encontre après une plainte d'associations de victimes du terrorisme. La plainte sera classée sans suite.

### Immigration musulmane et «grand remplacement»
Le 10 septembre 2017, Causeur publie sur son site un article signé par Charles Gave et titré « Demain, le suicide démographique européen », où l'auteur émet plusieurs hypothèses sur la démographie européenne à venir. Reprenant un billet de son blog, il affirme notamment que « dans 40 ans au plus tard, il est à peu près certain que la majorité de la population sera d’origine musulmane, en Autriche, en Allemagne, en Espagne, en Italie, en Belgique, en Hollande », en se basant sur des taux de natalité non sourcés. Plusieurs personnalités d’extrême droite, dont l'ancien candidat aux législatives et membre du Front national Jean Messiha, partagent l'article sur les réseaux sociaux. Le 13 septembre, Libération attaque l'article en le qualifiant d'« article délirant » avec des « calculs foireux » qui cherche à « démontrer avec des chiffres la réalité du “grand remplacement” », une théorie du complot de l'écrivain d'extrême droite Renaud Camus que Charles Gave ne cite pas dans son article. Libération présente cette théorie comme ayant un « sous-texte raciste (et en l’espèce islamophobe) » et déplorant « la contamination d’une population “de souche” fantasmée (blanche, chrétienne) par l’étranger (ou, ici, le musulman). » La journaliste de Libération, Pauline Moullot, prend appui sur d'autres études démographiques (un rapport de l'Institut Montaigne pour l'IFOP sur le nombre de musulmans en France, les données sur la démographie française de l'INSEE, les données sur la démographie des étrangers du ministère de l'Intérieur, l'enquête TeO de l'Ined de 2008) et le point de vue des démographes de l'Ined Patrick Simon et Michèle Tribalat.
Le magazine provoque un nouveau scandale sur ce même sujet du « grand remplacement » le 8 septembre 2021. La couverture montre une photo d'une série de bébés sous le titre « Souriez, vous êtes grand-remplacés ! », et l'idée est développée sur 29 pages. Philippe d'Iribarne y affirme notamment, et sans citer aucune source, que « des pans entiers du territoire sont livrés à des populations immigrées qui n'ont que faire de la République et de ses lois et qui, au jeu de la natalité, sont plus fortes que les « de souche ». » Au sujet de l'absence de preuves chiffrées, Élisabeth Lévy se défend en expliquant qu'il s'agit d'une « vision impressionniste ».

### Plainte en diffamation de Ladj Ly
Le 17 décembre 2019, Causeur révèle que le cinéaste Ladj Ly, en pleine faveur médiatique et récompensé à Cannes pour son film Les Misérables, a fait de la prison pour une affaire datant d'octobre 2009. Le magazine publie un article ayant pour titre « Ladj Ly a fait de la prison pour complicité de tentative de meurtre. », et évoque une raison religieuse en affirmant notamment « Quand Ladj Ly faisait appliquer la charia… ». L’article est ensuite repris par Valeurs actuelles, et se répand alors sur les réseaux sociaux. Libération écrit le lendemain : « Contrairement à ce qu’écrivent les médias d’extrême droite, il n’est pas question de “tentative de meurtre” dans cette condamnation. » Le journal ajoute que dans les articles d'époque qu'il a consulté, il n'existe pas de « lien avec la religion musulmane ayant motivé les faits ». Selon Le Point, l'article de Causeur transforme « largement les faits » et selon Le Monde et L'Obs, il comporte « plusieurs approximations »,.
Les articles parus dans les magazines font référence à une affaire d'octobre 2009, où Ladj Ly s'est trouvé impliqué dans une expédition punitive aux côtés de deux personnes,,,. Bien qu'ils soient dans un premier temps mis en examen pour enlèvement, séquestration, tentative d’assassinat et violences aggravées, les poursuites sont requalifiées lors de l’instruction et Ladj Ly est condamné le 2 mars 2011 pour « arrestation, enlèvement, séquestration »,. Cette requalification n’est pas mentionnée dans l’article initial de Causeur,. Par ailleurs, en parlant de la sœur d’un des membres du groupe qui a eu une relation extra-conjugale avec le mari de sa cousine et qui a motivée l'expédition, Causeur déclare dans son article : « Elle n’est plus vierge, elle n’est pas mariée. Selon la religion musulmane, cela porte un nom, la fornication. Comme il y va de l’honneur d’une famille, c’est une transgression qui doit être sévèrement punie. La charia doit s’appliquer. » Or, cet aspect religieux n’apparaît dans aucun des articles rendant compte du procès à l’époque.
Par la suite, Causeur corrige son article, écrivant que Ladj Ly a été condamné pour « enlèvement et séquestration » et non pas « tentative de meurtre » et publie une «mise au point» titrant « Ladj Ly: Libération confirme l’information révélée par Causeur » et en déclarant notamment « Pour résumer, l’essentiel de nos informations étaient donc exactes, ce que confirme l’enquête publiée par Checknews, même si les chefs d’accusation de la condamnation finale ne seraient pas ceux qu’indiquait notre article. »
Le 19 décembre 2019, Ladj Ly poursuit en « diffamation » et « diffamation raciale » les magazines Causeur et Valeurs actuelles,. Les avocats de Ladj Ly déclarent qu'« aucune violence n’a été reprochée personnellement [à Ladj Ly] dans cette affaire, et a fortiori pas de complicité de tentative de meurtre, ni évidemment d’avoir voulu “faire appliquer la charia”,,. »
Le 13 avril 2022, à la suite du procès, Causeur est relaxé, le tribunal ayant considéré que s'il y avait bien erreur dans la qualification des faits, la journaliste, autrice de l’article, bénéficiait d’une « base factuelle suffisante », à savoir les décisions de justice. Selon la décision, « le caractère visiblement complexe du déroulement des faits et le mode de narration choisi par le tribunal correctionnel [dans son jugement] étaient de nature à entraîner une certaine confusion dans le rôle de chacun ». « S’il est certain que Ladj Ly n’a pas été condamné pour tentative de meurtre, cette erreur, circonscrite à la seule qualification des faits (…) et commise par une non-juriste, ne peut suffire à ôter sa pertinence à la base factuelle ».